# Theridula gonygaster
Theridula gonygaster är en spindelart som först beskrevs av Simon 1873.  Theridula gonygaster ingår i släktet Theridula och familjen klotspindlar. Inga underarter finns listade i Catalogue of Life.